# بيير كولينغز
بيير كولينغز (بالإنجليزية: Pierre Collings)‏ هو كاتب سيناريو ومصور سينمائي أمريكي، ولد في 22 سبتمبر 1900 في Truro, Nova Scotia ‏ في كندا، وتوفي في 21 ديسمبر 1937 في شمال هوليوود ‏ في الولايات المتحدة بسبب ذات الرئة.

## وصلات خارجية
- بيير كولينغز على موقع IMDb (الإنجليزية)
- بيير كولينغز على موقع ألو سيني (الفرنسية)
- بيير كولينغز على موقع أول موفي (الإنجليزية)
- بيير كولينغز على موقع قاعدة بيانات الأفلام السويدية (السويدية)
- بيير كولينغز على موقع قاعدة بيانات الفيلم (الإنجليزية)
- بيير كولينغز على موقع كينوبويسك (الروسية)